# Série de pièces commémoratives américaines du National Purple Heart Hall of Honor
La série de pièces commémoratives américaines du National Purple Heart Hall of Honor est une série commémorative, non circulante, émise par la Monnaie des États-Unis en 2022 et frappée aux Monnaies de Denver, de San Francisco et de West Point.
Elle est autorisée par la loi publique 116-247 du 22 décembre 2020 qui demande au secrétaire au Trésor de frapper des pièces de monnaie en commémoration du National Purple Heart Hall of Honor. La série se compose d'une pièce d'un demi-dollar en alliage cuivre-nickel, d'une pièce de 1 dollar en argent, d'une version colorisée de cette dernière et d'une pièce de 5 dollars (half eagle) en or.
Les bénéfices tirés de la vente des pièces sont versés à la National Purple Heart Honor Mission, Inc. pour soutenir la mission de cette dernière y compris l'amélioration des installations du temple de la renommée du Purple Heart. 

## Contexte
Le National Purple Heart Hall of Honor est dans la ville de New Windsor, dans l'État de New York. Il s'agit d'un registre national de la Purple Heart pour les militaires blessés ou tués au combat. En 1782, dans son quartier général dans la ville de Newburgh, George Washington crée l'insigne du mérite militaire, destiné à être remis aux soldats et aux sous-officiers en cas d'action méritoire. Le musée est situé sur le site historique de New Windsor, le dernier campement de l'armée continentale. C'est le premier et actuellement le seul musée consacré à une médaille militaire américaine,.

## Législation
Le projet de loi H.R.1830 est introduit à la Chambre le 18 mars 2019 par le représentant démocrate de l'État de New York, Sean Patrick Maloney. Il demande au secrétaire au Trésor de frapper des pièces en commémoration du National Purple Heart Hall of Honor. Le projet de loi est approuvé, après débat le 19 septembre et envoyé au Sénat quatre jours plus tard. Celui-ci l'envoie à la commission bancaire, du logement et des affaires urbaines, puis l'adopte après débat et amendement, le 16 novembre 2020 et le fait parvenir à la Chambre pour approbation. Cette dernière approuve le projet amendé le 2 décembre et il est présenté le 11 décembre au président Donald Trump qui le signe le 22 décembre 2020 pour en faire la loi publique 116-247.
Le représentant Sean Patrick Maloney, qui propose la loi, se joint aux dirigeants des vétérans locaux, pour célébrer la signature de la loi sur la pièce commémorative du Purple Heart Hall of Honor. La célébration s'est déroulée le 25 mars 2021 au National Purple Heart Hall of Honor à New Windsor. M. Maloney déclare que son adoption bipartisane au Congrès est « le résultat d'années de travail acharné ».

## Dessins
Le programme de pièces commémoratives comprend une pièce d'or de 5 dollars, un dollar en argent et un demi-dollar en cupronickel, chacun avec son propre dessin. Mais chacune d'entre elles incorpore une image de la médaille Purple Heart, conçue par John Sinnock, ancien graveur en chef de la Monnaie des États-Unis, et qui représente un buste de George Washington tourné vers la gauche sur un fond pourpre.

### Demi-dollar
L'avers du demi-dollar, créé par Beth Zaiken, du programme Artistic Infusion (AIP) et gravé par Craig Campbell, montre un personnage en treillis militaire et bottes de combat utilisant une paire de béquilles. La jambe gauche est amputée à partir de la cuisse. L'espace négatif en dessous montre la jambe manquante en silhouette. La médaille Purple Heart apparaît derrière le personnage et l'inscription ALL GAVE SOME figure sous la composition. Près du bord gauche se trouve la devise IN GOD WE TRUST, LIBERTY est près du bord droit et la date d'émission, 2022, est dans le bas de la pièce. L'arrière-plan est orné d'un subtil motif de drapeau,.
Le revers, une œuvre de la même artiste, gravé John P. McGraw, par  représente un jeune garçon tenant la casquette d'un marine dont silhouette en tenue se trouve derrière lui, soulignant la perte qui affecte les familles des récipiendaires de la Purple Heart. L'inscription SOME GAVE ALL figure dans l'espace négatif autour du garçon dans la moitié inférieure. Le motif du drapeau de campagne de l'avers est utilisé comme arrière-plan. Autour du bord, on retrouve la devise latine E PLURIBUS UNUM, le pays émetteur, UNITED STATES OF AMERICA et la valeur faciale, HALF DOLLAR,.

### Dollar
Le dollar en argent a un avers qui présente un motif similaire à celui de la pièce de 5 dollars en or, montrant une médaille Purple Heart suspendue à un ruban, avec cinq étoiles à sa gauche sur cette pièce. Les légendes sont COMBAT WOUNDED & KILLED IN ACTION (blessés et morts au combat), LIBERTY, 1932, la date de la première médaille décernée, 2022, la date d'émission et IN GOD WE TRUST. Le dessin est une création de  Heidi Wastweet de l'AIP, qui réalise également l'autre face, gravée par Eric David Custer,.
Le revers, gravé par Craig Campbell, représente un soldat blessé de la Première Guerre mondiale, soigné par une infirmière casquée qui lui applique des bandages sur la tête. Les inscriptions sont les mêmes que sur la pièce d'un demi-dollar : UNITED STATES OF AMERICA, E PLURIBUS UNUM et la valeur faciale, ONE DOLLAR,.
Sur les 400 000 pièces autorisées par la loi, 25 000 sont en version colorisée. Le fond de la médaille est de couleur pourpre, tout comme l'originale. Cette même technique est utilisée pour la série du Basket Ball Hall of Fame de 2020. 

### Half eagle
Le motif de l'avers de la pièce de 5 dollars, conçu par le graveur en chef Joseph Menna et sculpté par Donna Weaver est similaire à celui du dollar : une médaille Purple heart accrochée à un ruban, du côté gauche de la face tandis que celle du dollar est à droite. Les inscriptions qui complètent la face sont LIBERTY, IN GOD WE TRUST, THE PURPLE HEART, la date d'émission, 2022 et A GRATEFUL NATION HONORS AND REMEMBERS (une nation reconnaissante honore et se souvient),,.
Le revers présente un fac-similé de la signature de George Washington sous une image de l'insigne du mérite militaire et sur une bande texturée qui traverse le milieu de la pièce. Les légende de cette face sont le pays émetteur, UNITED STATES OF AMERICA, la date de création de l'insigne du mérite militaire par Washington, 1782, BADGE OF MILITARY MERIT, la devise latine traditionnelle sur les pièces américaines, E PLURIBUS UNUM et la valeur faciale, FIVE DOLLARS. Ce côté de la pièce est réalisé par Donna Weaver et gravé par John P. McGraw,.

## Production et vente
La loi qui autorise la frappe de la série permet une émission maximale de 50 000 pièces de 5 dollars en or, 400 000 pièces de 1 dollar en argent et 75 000 pièces d'un demi-dollar en alliage cuivre-nickel. La Monnaie de San Francisco est chargée de la frappe des demi-dollars en qualité belle épreuve tandis que celle de Denver s'occupe de la finition brillant universel. Leur consœur de West Point émet les deux versions des dollars et des half eagles. La frappe des pièces colorisées est limitée à 25 000 exemplaires,. La date du début de la vente de la série est annoncée pour le 24 février 2022, mis à part la version colorisée qui va être annoncée plus tard, le 24 mars. Les prix annoncés sont de 74 dollars pour la pièce en argent en version belle épreuve et 69 dollars pour la finition brillant universel tandis que les demi-dollars se vendent pour 35 et 33 dollars. Ils augmentent de 5 dollars après les trente premiers jours de vente. Le dollar colorisé est annoncé à 95 dollars. Les half eagles ont un prix variable selon le marché de l'or mais leurs coûts initiaux sont estimés à 681,25 et 671,25 dollars,.
En février 2024 la Monnaie des États-Unis n'a pas encore les chiffres de vente officiels de la série mais la presse annonce un échec, mis à part la version colorisée dont tout le stock est écoulé. En septembre 2022, Coin News annonce des ventes inférieures 4 000 exemplaires au total pour les deux versions de la pièce de dollars, moins de 50 000 unités du dollar en argent et à peu près 33 000 pièces d'un demi-dollar.
Les bénéfices tirés de la vente des pièces sont versés à la National Purple Heart Honor Mission, Inc. pour soutenir la mission de cette dernière y compris l'amélioration des installations du temple de la renommée du Purple Heart,.